# Szántó János (festő)
Szántó János (Szeged, 1931. augusztus 5. – 2011. ) magyar festőművész.

## Életpályája
Hézső Ferenc festőművész tanítványa volt, aki a Szegedi Tanárképző Főiskola rajzszakos adjunktusa volt. Közel tíz évig volt a Csongrád megyei Vendéglátóipari Vállalat makói kirendeltségének dekoratőre. 1973-tól volt kiállító művész. Az 1990-es években a makói Széchenyi Általános Iskola képzőművész körének vezetője, a képzőművészeti alkotótábor megszervezője volt. 1990-től a Képzőművészeti Alap, valamint az Apellés Galéria alkotóközösségének tagja lett.

## Díjai
- Országos Tehetségkutató pályázat fődíja (1978)

## Művei
- Udvar (1972)
- Meggyesi-ház (1980)
- Holdfény a folyón (1982)
- Düledező karám (1982)
- Berényi nádas (1983)
- Árvíz (1984)
- Ősz a folyón (1984)
- Tél a berekben (1984)
- Makói talicska (1985)
- Hagyaték (1985)
- Kovács-tanya (1985)
- Ártéri fűzfák télen (1985)
- Kompozíció (1986)
- Makói zsinagóga (1986)
- Makói fűzfaerdő (1986)
- Lámpafény (1987)
- Zamárdi öböl (1987)
- Balatoni nádas (1987)
- Siófoki dokk (1987)
- Vadvirágok (1988)
- Ártéri tisztás (1988)
- Badacsony borongós reggel (1988)
- Füredi dokk (1989)
- Ártéri ősz (1989)
- Makói házvégek (1989)
- Füzesgyarmati főutca (1989)
- Lagunák (1990)
- Velence (1990)
- Erdei út (1990)
- Tulipánok (1990)
- Velence a Szent Márk térről (1991)
- Újvárosi házak (1998)
- Zöldár (2003)
- Szénaboglyák (2003)
- Olvadás (2003)
- Balatonberényi nádas (2003)
- Marosparti ősz (2004)
- Honvéd üdülő (2004)
- Koratavasz (2005)

## Kiállításai
- 1972-1977 Szeged
- 1978-1979, 1986, 1992-1995, 2001 Makó
- 1979-1982 Szentes
- 1981-1982 Mezőkovácsháza
- 1982-1991 Balatonberény
- 1982 Medgyesegyháza, Nagykamarás, Budapest, Pitvaros, Pusztavacs
- 1986 Pilisvörösvár
- 1987 Budapest, Lipcse
- 1988 Kistelek
- 1989 Földeák
- 1991, 1993-1994, 2004 Füzesgyarmat
- 1993 Mezőhegyes
- 1998 Siófok
- 2005 Békéscsaba, Gyula